# شامپورشر
شامپورشر (به ایتالیایی: Champorcher) یک کومونه در ایتالیا است که در واله دائوستا واقع شده‌است.

## خصوصیات
شامپورشر ۶۸ کیلومترمربع مساحت و ۴۱۲ نفر جمعیت دارد و ۱٬۴۲۷ متر بالاتر از سطح دریا واقع شده‌است.